# Albert Erich Brinckmann
Albert Erich Brinckmann (* 4. September 1881 auf Norderney; † 10. August 1958 in Köln) war ein deutscher Kunsthistoriker. Er war in der ersten Hälfte des 20. Jahrhunderts einer der bekanntesten deutschen Kunstkritiker.

## Leben
Albert Erich Brinckmann wurde als Sohn des bekannten Kunsthistorikers Justus Brinckmann geboren. Nach dem Besuch des humanistischen Gymnasiums studierte er in Berlin, München und an der Technischen Hochschule Charlottenburg Kunstgeschichte und promovierte 1905. Im Jahr 1908 wurde die von Albert Erich Brinckmann durchgesetzte systematische Einbeziehung der Stadtbaukunst wegweisend in die Kunstforschung aufgenommen. Dabei suchte er die enge Verbindung mit der zeitgenössischen Kunst. Er lehnte die romantisierende Urbanistik von Camillo Sitte ab. Kennzeichnend für Albert Erich Brinckmann war die Anregung seines Lehrers Heinrich Wölfflin, zurückzuführende Aufnahmen von Gestaltungsproblemen in die Forschung aufzunehmen, wobei er die Form vor allem als Reflex der jeweiligen Daseinsempfindung des Menschen interpretierte. Seit 1916 war er Herausgeber des Handbuchs der Kunstwissenschaft.
Erstmals wurde er 1912 an die TH Karlsruhe berufen und lehrte dort Bau- und Kunstgeschichte sowie Städtebau. Von 1919 bis 1921 war er ordentlicher Professor in Rostock, von 1921 bis 1931 in Köln, von 1931 bis 1935 in Berlin und anschließend am Kunstgeschichtlichen Institut der Universität Frankfurt am Main. Dort lehrte er bis zu seiner Entlassung im Jahr 1946 als führender Kunsthistoriker. 
Er erwarb sich bleibende Verdienste um die Erschließung der Barockkunst in den romanischen Ländern. Zudem erkannte er schon frühzeitig den kunsthistorischen Stellenwert der russischen Barockarchitektur und der russischen Plastik. Diese gilt als Ausweis seines Interesses für raumschaffende, im Raum wirkende, Form und Struktur. Sein 1925 erschienenes Werk Spätwerke großer Meister ist ein Versuch interdisziplinär an dieses kunsthistorische Phänomen wissenschaftlich heranzutreten und zugleich die Frage gewisser Gesetzmäßigkeiten von Altersstilen aufzuwerfen, insbesondere ihrer Geistigkeit. Hierbei bezog sich Albert Erich Brinckmann sowohl auf die neusten psychologischen Forschungen als auch auf psychologisch-biologische Konstantenvorstellungen.
Albert Erich Brinckmanns neukantische Auffassungen stand der Lebensphilosophie nahe. Er trat in deren Sinne für die Inhaltsbezogenheit ein und zugleich für eine moralische Verantwortung der Kunst. Er bewertete die künstlerischen Erscheinungen idealistisch unter anderem als absoluter Wesenszug der Nation, bei Überschätzung der Rolle der Persönlichkeit.
Brinkmann hatte kurzzeitig Kontakt zu den italienischen Faschisten, war vorübergehend eng verbunden mit dem NS-Regime und zum 1. Mai 1933 der NSDAP beigetreten (Mitgliedsnummer 3.470.407). Er wurde aber 1935 in Berlin durch Wilhelm Pinder ersetzt, da er die extrem chauvinistische Auffassung großbürgerlicher Europavorstellungen im Sinne späterer Abendlandstheorie vertrat.

## Ehrungen
- 1914 Ehrenmitglied des Royal-Town-Planning-Institute, London
- 1934 Königlich schwedischer Nordstern-Orden, Kommandeur II. Klasse
- 1938 Orden der Krone von Italien, Großoffizier
- 1957 Silberne Grotius-Medaille für Verdienste um die Verbreitung des Völkerrechts
- 1959 Dr. h. c. der Technischen Universität Turin

## Veröffentlichungen (Auswahl)
- Barockskulptur; Entwicklungsgeschichte der Skulptur in den romanischen und germanischen Ländern seit Michelangelo bis zum 18. Jahrhundert. (»Handbuch der Kunstwissenschaft«). Akademische Verlagsgesellschaft, Berlin 1919
  - 1. Teil Frei frei zugängliches Digitalisat auf Internet Archive
  - 2. Teil Frei frei zugängliches Digitalisat auf Internet Archive
- Baumstilisierungen in der mittelalterlichen Malerei : mit 9 Tafeln. (Studien zur deutschen Kunstgeschichte ; 69) J. H. E. Heitz, Strassburg 1906 frei zugängliches Digitalisat auf Internet Archive
- Die praktische Bedeutung der Ornamentstiche für die deutsche Frührenaissance. Inaugural-Diss. J.H.E. Heitz, Strassburg 1907 frei zugängliches Digitalisat auf Internet Archive, Volltext
- Platz und Monument. Untersuchungen zur Geschichte und Ästhetik der Stadtbaukunst in neuerer Zeit, Berlin 1908.
- Albrecht Dürer Briefe. In 250 Abdrucken hrsg. von A. E. Brinckmann und Ernst Birkner. Aachen 1911 Volltext (nur mit VPN USA zugänglich) = frei zugängliche Kopie auf Internet Archive
- Deutsche Stadtbaukunst in der Vergangenheit. 
  - 1. Aufl. mit 39 Lageplänen und 78 Ansichten Keller, Frankfurt/M. 1911 Hathitrust Michigan (nur mit VPN USA zugänglich) = frei zugängliche Kopie auf Internet Archive
  - 2. erw. Aufl. Frankfurter Verlags-Anstalt, Frankfurt/M. 1921 frei zugängliches Digitalisat auf Internet Archive, frei zugängliches Digitalisat auf Internet Archive
- Stadtbaukunst : geschichtliche Querschnitte und neuzeitliche Ziele. (»Handbuch der Kunstwissenschaft«). Akademische Verlagsgesellschaft, Potsdam 1920 frei zugängliches Digitalisat auf Internet Archive
  - 2. Aufl. unter dem Titel Stadtbaukunst vom Mittelalter bis zur Neuzeit. (»Handbuch der Kunstwissenschaft«). Akademische Verlagsgesellschaft, Potsdam 1925 Frei zugängliches Digitalisat auf Internet Archive
- Die Baukunst des 17. und 18. Jahrhunderts in den romanischen Ländern (Italien, Frankreich). (»Handbuch der Kunstwissenschaft«, Band Die Baukunst des 17. und 18. Jahrhunderts, Teil 1) (4. Korr. Auflage 1919) Akadem. Verlagsgesellschaft Athenaion, Berlin-Neubabelsberg 1919. Frei zugängliches Digitalisat auf Internet Archive
- Plastik und Raum als Grundformen künstlerischer Gestaltung, München 1922.
- Süddeutsche Bronzebildhauer des Frühbarocks. Riehn & Reusch, München 1923. Hathitrust Princeton (nur mit VPN USA zugänglich) = frei zugängliche Kopie auf Internet Archive
- Spätwerke großer Meister. Frankfurter Verlags-Anstalt, Frankfurt/M. 1925. Hathitrust Wisconsin (nur mit VPN USA zugänglich) = [ frei zugängliche Kopie auf Internet Archive]
- Schöne Gärten, Villen und Schlösser aus fünf Jahrhunderten. Allgemeine Verlagsanstalt, München [1925] Hathitrust Michigan (nur mit VPN USA zugänglich) = frei zugängliche Kopie auf Internet Archive
- Gesetz, Freiheit, Menschentum. Anthologie aus den Prosa-Schriften/Friedrich von Schiller. Hoffmann & Campe, Hamburg 1947.
- Raffaello. Bilder aus den Stanzen, Zehn farbige Abbildungen nach den Fresken im Vatikan. (= Die Silbernen Bücher Nr. 17). Woldemar Klein, Baden-Baden 1949.
- Baukunst : die künstlerischen Werte im Werk des Architekten, Ernst Wasmuth Verlag, Tübingen 1956.